# Asbach (Westerwald)
Asbach település Németországban, Rajna-vidék-Pfalz tartományban. Lakosainak száma 7687 fő (2023. december 31.).

## Fekvése
Rotthalmünstertől északra fekvő település.

## Nevezetességek
- Bazilika - román stílusban épült, a 15. század közepén késő gótikus templommá alakították át, gyönyörű hálózatos boltozattal. Főoltára az 1700-as évekből való.

## Népesség
A település népességének változása:
| Lakosok száma | 4918 | 7287 | 7295 | 7531 | 7605 | 7687 |
|               | 1975 | 2017 | 2019 | 2021 | 2022 | 2023 |